# 전민수 (작가)
전민수(全敏洙, 1975년~)는 대한민국의 예술가로, 비디오, 애니메이션, 미디어아트, 페인팅 분야에서 활동중인 아트디렉터이다.

## 학력
- 1996 계원예술대학교 회화과 졸업

## 개인전
- 2024 남겨진 흔적, 갤러리 H..art Bridge, 서울[1]
- 2021 Artist, 아터테인 갤러리, 서울
- 2015 가족의시간, 인디아트홀 공, 서울
- 2009 Hold the Line, 가나아트스페이스, 서울
- 2007 Flowers , 가나아트스페이스
- 2005 Interview, 문신미술관-빛갤러리 서울
- 2003 아무의 일기, 아트스페이스 휴, 서울[2]
- 2002 다같이놀자, 사진쟁이1019, 서울
- 2000 그림사진-거울, 철학마당 느티나무, 서울
- 1999 그림사진, 서남포토스페이스, 서울

## 단체전
- 2024 디지털갤러리 향림(香林) / 국립아시아문화전당[3]
- 2023 Séoul, space mM. 서울
- 2022 BEHIND THE WALL - 이별만상, 미디어 큐브 / 국립아시아문화전당[4]
- 2020 ‘여행의 새발견’ 문화역 서울284[5]
- 2019 ‘세한도 VR-장무상망’,나오아트 / 공포전, 인디아트홀 공
- 2016 '나들' 한스갤러리, 서울
- 2015 '웃으면 공이와요' 인디아트홀 공
- 2013 '세상은 만화다' 양평군립미술관
- 2012 13금 '틈' 아리랑갤러리 / ' 웰컴에브리원' 포항시립미술관,
- 2009 '괴물시대' 서울시립미술관, 서울 / '반반(Half-Frame)' 인사아트센타 4층 / 'Young Portfolio Acquisitions 2008' K-MOPA, 야마나시, 일본
- 2008 환경의 날 기념사진전 ‘마음의 정원' 신세계문화홀, 서울[6] / Microart 69 'HEART SHOW' 인사아트센타 3층, 서울 / 서교육십2008 'The Battle of Taste' 갤러리 상상마당, 서울
- 2007 픽셀 'ON-OFF '갤러리 이룸, 서울/ 갤러리 담 기획전 'Flowers 展' - 갤러리 담, 서울[7] / '찾아가는 미술관' 주최:국립현대미술관 [국립경주박물관 외 전국 16개 미술관 및 박물관] / ' Young Portfolio Acquisitions 2006' K-MOPA, 야마나시, 일본
- 2006 헤이리 국제 판 페스티발 '물티쿨티오바전' 예술마을 헤이리. 헤이리 / 'Young Portfolio Acquisitions 2005' K-MOPA , 야마나시, 일본
- 2005 '몽상가 전' 토퍼하우스, 서울/ 'Young Portfolio Acquisitions 2004' K-MOPA, 야마나시, 일본 / 'Animal Farm 전' Gallery Scape, 서울
- 2004 'Asian Age #1- Talk Live' Earka gallery, 오사카/일본 / '핑야오국제사진페스티발(PIP)' 핑야오/ 중국 / '한국미술열흘장' 예술의전당, 서울/ 'Young Portfolio Acquisitions 2003' K-MOPA, 야마나시, 일본
- 2003 '이미지코리아' 예술의전당, 서울 - 외 다수.

## 아트페어
- 2023 더프리뷰 아트페어 성수, 서울
- 2020-2023 연희 아트페어, 서울

## 수상
- 1996 일본 가나가와판화전 입상
- 1995 미술세계대전 판화부분 입상

## 출판
- 2010 ‘잠을재워주는 100마리양’ 전민수,정인섭 공저 /랜덤하우스
- 2006 ‘다같이놀자-디지털꼴라쥬사진그리기' 전민수저 / 디지털 북스

## 강의
- 2012-2014 숙명여자대학교 대학원 출강
- 2005-2014 계원예술대학교 출강
- 2009 상명대학교 사회교육원 출강

## 영화제 초청
- '2019 Sandbox Immersive Festival(SIF)’ 공식 초청, 중국청도
- 부천 국제 판타스틱 영화제(BIFAN)’의 ‘Beyond Reality’, 부천
- Kaohsiung Film Festival(KFF )- ‘XR Dreamland, 대만
- 강릉국제영화제(GIFF)-VR Lounge), 강릉

## 소장
- 국립현대미술관 미술은행
- 2003~2008 Kiyosato Museum (동경/일본)
- (주)디아지오
- 숙명여대 문신미술관
- 남경 시각예술대학 (난징/중국)
- 예썰의 전당 디자인 미술관
- 아트스페이스 휴
- 동강 사진마을
- 서남재단

## 정부지원사업
- 2022 ACC 국립아시아문화전당  미디어아트랩 미디어월 융복합 콘텐츠 지원선정[8]
- 2020 경기콘텐츠진흥원 VR/AR 오디션 - 상용화부문 선정
- 2019 경기콘텐츠진흥원 VR/AR 오디션 - 아이디어 부문 선정
- 2005 한국문화예술위원회 신진작가 지원 선정